# Katie Eriksson
Maud Kerstin Katie Marianne Eriksson (18. november 1943 – 30. august 2019) var en finsk sygeplejeteoretiker og filosof. Hun havde doktorgrad i pædagogik. 
Eriksson udviklede sin sygeplejeteori om caritas, der for hende var en sammensmeltning af de klassiske begreber eros og agape. I teorien beskriver Eriksson også lidelse som et centralt begreb; hun ser at patienten kan opleve sygdomslidelse, der er direkte sammenhængende med sygdommen eller behandlingen, plejelidelse, der er en følge af den givne eller manglende pleje, eller livslidelse, der er en større og mere gennemgribende lidelse, der har rod i og/eller influerer på hele patientens situation. Tilsvarende ser Eriksson patienter som lidende mennesker, hvorfor sygeplejens opgave er at identificere og arbejde med hver patients lidelse.